# Głusk (gmina w województwie warszawskim)
Głusk (od 1952 Leoncin) – dawna gmina wiejska istniejąca w latach 1867–1952 w Warszawskiem. Nazwa gminy pochodzi od wsi Głusk, lecz siedzibą władz gminy był Leoncin.

## Historia
Gmina Głusk powstała 13 stycznia 1867 roku w związku z reformą gminną w Królestwie Polskim. Należała do powiatu sochaczewskiego w guberni warszawskiej.
W okresie międzywojennym gmina Głusk należała do powiatu sochaczewskiego w woj. warszawskim.
1 stycznia 1923 do gminy Głusk włączono miejscowości Krobiszew, Nowiny, Ośniki, Polesie Nowe, Polesie Stare, Secymin Niemiecki, Secymin Polski i Secyminek z gminy Tułowice w tymże powiecie.
Po wojnie gmina zachowała przynależność administracyjną.
1 lipca 1952:
- gromady Grochale, Grochale Nowe, Helenówek i Rybitwa włączono do nowo utworzonej gminy Kazuń w powiecie warszawskim, którą równocześnie włączono do nowo utworzonego powiatu nowodworskiego w tymże województwie;
- pozostały obszar gminy Głusk przemianowano na gmina Leoncin i włączono do nowo utworzonego powiatu nowodworskiego w tymże województwie.

W dniu powołania gmina Leoncin była podzielona na 23 gromad.